# Gossypium bricchettii
Gossypium bricchettii là một loài thực vật có hoa trong họ Cẩm quỳ. Loài này được (Ulbr.) Vollesen mô tả khoa học đầu tiên năm 1987.